# Mariano Iturbe
Mariano Iturbe (San Salvador de Jujuy, 1795 - mayo de 1852) fue un militar y político argentino, gobernador de la provincia de Jujuy y líder del partido federal de esa provincia.

## La guerra gaucha
Se unió al Ejército del Norte al producirse el Éxodo Jujeño ; luchó en las batallas de Las Piedras, Tucumán, Salta, Vilcapugio, Ayohuma y Sipe Sipe. Después de esa batalla, durante el enfrentamiento entre José Rondeau y Martín Miguel de Güemes, se unió a las fuerzas gauchas de este. Prestó servicios como oficial de la "guerra gaucha", en la zona de Jujuy y en la Quebrada de Humahuaca, al principio a órdenes del marqués de Yavi. Fue tomado prisionero junto con este y enrolado a la fuerza en el ejército realista. En la primera oportunidad regresó con los patriotas. Ganó el grado de mayor poco antes de la muerte de Güemes.
En 1821, el gobernador Juan Ignacio Gorriti le encargó la defensa de la ciudad de Jujuy y su jurisdicción. Formó parte de la expedición del general Arenales al Alto Perú en 1825, que quedó truncada con la muerte del general realista Olañeta.
Tomó parte en la revolución de 1827 contra Arenales y siguió fielmente a los hermanos Gorriti hasta la disolución de la Liga del Interior. No llegó a luchar contra los federales, que nunca llegaron tan la norte.
El gobernador salteño Pablo Latorre le permitió permanecer en Jujuy, pero en 1834 formó parte en la revolución que logró la autonomía de la provincia de Jujuy, que dependía hasta entonces de Salta, y fue ayudante de campo en la batalla de Castañares. Se unió a las fuerzas jujeñas del gobernador Pablo Alemán en la guerra entre la Confederación Perú-Boliviana y la Argentina, luchando a órdenes del general tucumano Alejandro Heredia.

## Primer gobierno
Cuando Heredia fue asesinado en 1838, una revolución depuso a Alemán, que ya no contaba con la protección de aquel y nunca había sido popular en Jujuy. Iturbe no había organizado la revolución, pero era el militar más prestigioso del grupo y fue nombrado gobernador interino en noviembre de 1838. De inmediato arrestó a Alemán, pero este escapó y se exilió en Bolivia.
Iturbe intentó continuar la guerra, pero los bolivianos se replegaron para enfrentar a Chile, siendo derrotados en la batalla de Yungay. Con la huida del dictador Santa Cruz se disolvió la Confederación.
Iturbe reformó el estatuto de gobierno que regía a Jujuy desde 1835 y el 6 de febrero de 1839 fue elegido por la Legislatura gobernador propietario de la provincia.
Tuvo poco tiempo para hacer nada más: el gobernador salteño Manuel Solá envió tropas a deponerlo, porque se había negado a unirse a la Coalición del Norte contra el dictador Juan Manuel de Rosas; fue derrocado en abril de 1840 y huyó a Bolivia.
Se instaló en Tarija, mientras en su país, la Coalición subsistió hasta que, en septiembre de 1841, fue deshecha con la derrota del general Juan Lavalle en la batalla de Famaillá y su muerte en Jujuy. El gobernador jujeño, Roque Alvarado, no quiso seguir la guerra al ver que ya todo estaba perdido.

## Segundo gobierno
Los restos del ejército de Lavalle se refugiaron en Bolivia, cruzándose con algunos federales que volvían de su exilio, entre los que iba Iturbe. Este entró en Jujuy a mediados de octubre de 1841. Roque Alvarado había dejado el gobierno el 8 de octubre, siendo reemplazado como gobernador provisional por el juez Miguel de la Bárcena. De inmediato se hizo reconocer como gobernador y anuló todo lo actuado por Alvarado.
Los siguientes años fueron pacíficos: hubo algunas invasiones desde Bolivia, pero estas se dirigían hacia Catamarca y Tucumán a través de la Puna. La única vez que se intentó una invasión a través de la Quebrada, en 1846, fue fácilmente vencida por el coronel Mariano Santibáñez, oficial del partido unitario, pero al servicio del gobierno.
Iturbe reordenó las pocas escuelas que existían y fundó algunas más. Dedicó muchos esfuerzos y muchos fondos a la educación primaria y secundaria, pero su política no resultó muy efectiva, justamente por falta de recursos. Se le reconocía, sin embargo, firmeza y honradez en el manejo de los fondos públicos. También la justicia estuvo en manos de magistrados calificados y relativamente independientes.
Intentó anexar Orán, Iruya y San Andrés a su provincia, desprendiéndolas de Salta, pero Rosas no se lo permitió.
Fue reelegido gobernador en 1843 y nuevamente en 1846 ese último año se incorporaron a la legislatura algunos diputados unitarios, casi todos emigrados que habían podido volver por un permiso especial de Iturbe. Estos hicieron una política de fuerte oposición en los años siguientes. Cansado, Iturbe renunció a ser reelegido en 1849; en su lugar, ocupó el gobierno el padre Pedro Castañeda, presidente de la legislatura.
Castañeda fue derrocado en febrero siguiente por el coronel unitario Santibáñez, a quien Iturbe había expulsado de la provincia poco antes, que arrestó al gobernador y lo reemplazó por el abogado unitario Escolástico Zegada. Castañeda e Iturbe fueron arrestados, pero el gobierno unitario duró poco más de un mes. El gobernador salteño Vicente Tamayo amenazó con invadir Jujuy, de modo que los unitarios pusieron en libertad a Castañeda, que perdonó a sus captores y reasumió el gobierno. Hizo un gobierno de unidad entre los dos partidos. Incluso reemplazó a Iturbe como jefe del ejército provincial por Santibáñez.
En enero de 1851, asumió el gobierno provincial el unitario moderado José López Villar, que hizo un gobierno equilibrado, al menos al principio; pero los unitarios fueron tomando el poder lentamente.

## Tercer gobierno y muerte
En septiembre de 1851, Iturbe se rebeló en Humahuaca, tomó el control de la Quebrada y avanzó hacia Jujuy, mientras el gobernador salteño José Manuel Saravia invadía la provincia desde el sur. Saravia ocupó la capital sin resistencia y obligó al gobierno a renunciar. Tras un breve interinato del magistrado y legislador Francisco de Borja Fernández, Iturbe fue nuevamente elegido gobernador asumiendo el 13 de septiembre.
Santibáñez, el hombre fuerte del partido unitario, fue capturado por Saravia, y fusilado en San Pedrito. Iturbe no tuvo nada que ver con la muerte de Santibáñez, aunque envió al exilio a varios de los más destacados unitarios, pero sin mayor violencia. Se pronunció fuertemente a favor de Rosas y en contra de Urquiza, que ya estaba en camino a enfrentarlo.
Cuando a principios de marzo llegó la noticia de la batalla de Caseros, Iturbe aceptó los hechos consumados, y anunció que iría a la reunión para firmar el Acuerdo de San Nicolás. Pero no tuvo la oportunidad.
Una serie de revueltas menores indujeron a Iturbe a renunciar, con la intención de evitar una nueva guerra civil. Convocó una asamblea popular para elegir a su sucesor, que resultó ser el coronel José Benito Bárcena. Este creó el 6 de marzo por decreto un tribunal especial para juzgar a Iturbe, presidido por Mariano Cruz Pérez y por cuatro conjueces, siendo estos Domingo Arenas, Fermín Quintana, Santiago Alvarado y el doctor Gabriel Cuñado que fuera un médico español radicado desde 1812 en Jujuy, además de dos suplentes y un fiscal llamado José Luis Portal. Este tribunal lo condenó a muerte por el asesinato de Mariano Santibáñez.
Murió fusilado en San Pedrito en mayo de 1852, en el mismo lugar en que había muerto Santibáñez, el autor del golpe del año anterior. Su muerte fue tan o más injusta que la de Santibáñez, pero cabe aclarar que fue el único ejecutado por la revolución que lo desplazó.